# John Ainsworth-Davis

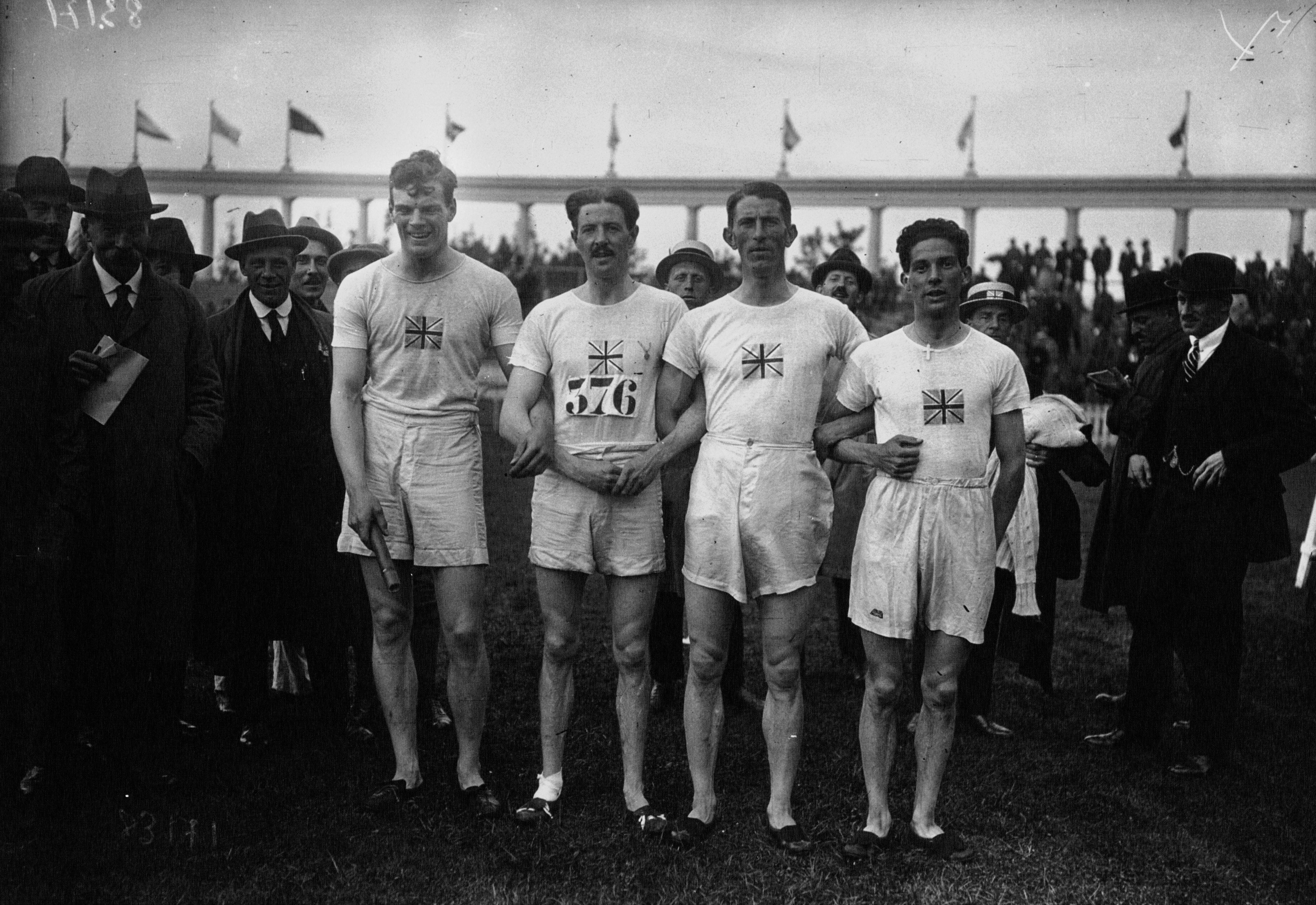
V. l. n. r.: Butler, Ainsworth-Davis, Lindsay, Griffiths 1920

John Ainsworth-Davis (* 23. April 1895 in Aberystwyth, Ceredigion; † 3. Januar 1976 in Stockland, Devon) war ein britischer Sprinter, der in den Jahren um 1920 im 400-Meter-Lauf aktiv war.
Er nahm an den Olympischen Spielen 1920 in Antwerpen teil. Im Einzelrennen wurde er in 50,0 s Fünfter. Als Mitglied der britischen Mannschaft in der 4-mal-400-Meter-Staffel, die in der Besetzung Cecil Griffiths, Robert Lindsay, Ainsworth-Davis und Guy Butler antrat, gewann er in 3:22,2 min die Goldmedaille. Er war der einzige im Team, der nie eine nationale Meisterschaft gewinnen konnte: Lindsay und Butler wurden je einmal AAA-Meister über 440 Yards, Griffiths gewann zweimal den Titel über 880 Yards.
Im Ersten Weltkrieg gehörte er dem britischen Fliegercorps an. Anschließend studierte er am Christ’s College in Cambridge. Nach seinem Studium war er als Urologe tätig und wurde Sekretär der Royal Society of Medicine. Im Zweiten Weltkrieg war er als Chirurg in Cosford für die Royal Air Force tätig.